# Тандир-нан

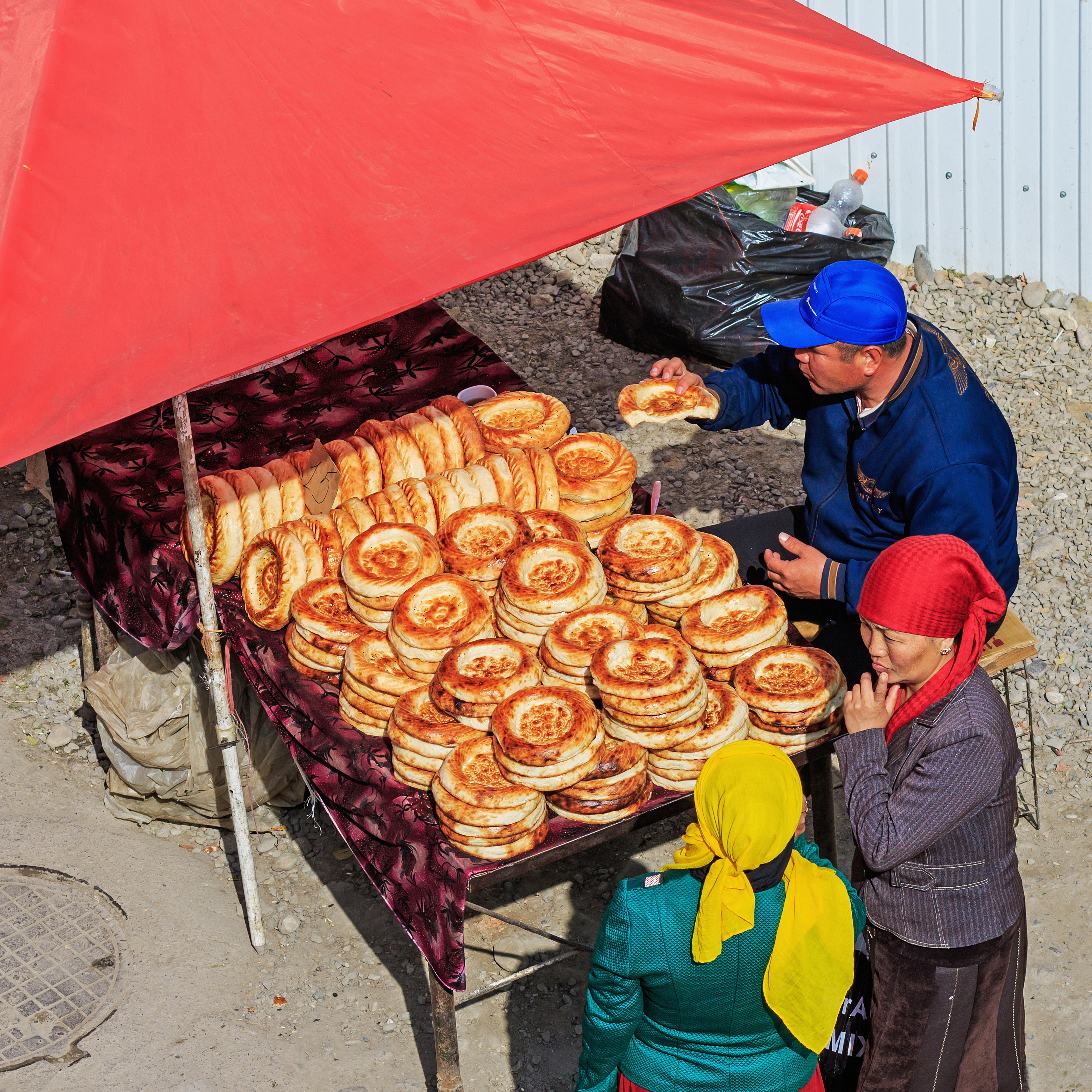

Тандир нан, тандирні коржі, тандирний хліб (узб. tandir non, каз. таңдир нан, уйг. تونۇر نان, tonur nan, тонур нан) — традиційний хліб середньоазійських народів (узбеків, киргизів, казахів, уйгурів і таджиків) в вигляді коржів, що готується в традиційній печі — тандирі. Звичайний склад коржів — пшеничне борошно, вода, дріжджі, сметана (kaymaq), маргарин, насіння кунжуту, маку.
Зазвичай їдять як окремо, так і з різними стравами (плов, шашлик, шурпа та ін), уйгури часто вранці їдять гарячий тандир-нан з традиційним напоєм атканчаєм, також вживається як бутерброд (з сиром, ковбасою, маслом, медом та ін).
Існує безліч видів тандир-нана, залежно від способу приготування, складу, також у кожного народу є свої традиції та рецепти.
Декілька видів тандирних коржів, які є на ринках міста Алма-Ати: Тоқаш-нан, Кіші пәтер-ңаң або Питирим-нан, маленький (kichik pitir nan), Үлкен пәтер-ңаң або Питирим нан, великий(chong pitir nan), Чоң нан (chong nan) .